# Église Saint-Jean-Baptiste de Saint-Jean-de-la-Motte
L'église Saint-Jean-Baptiste est une église située à Saint-Jean-de-la-Motte, dans le département français de la Sarthe.

## Historique
La construction de l'église date du XIIe siècle, elle fut remaniée à plusieurs reprises au cours du XIXe siècle. L'église est inscrite au titre des monuments historiques depuis le 22 février 1927.

## Architecture

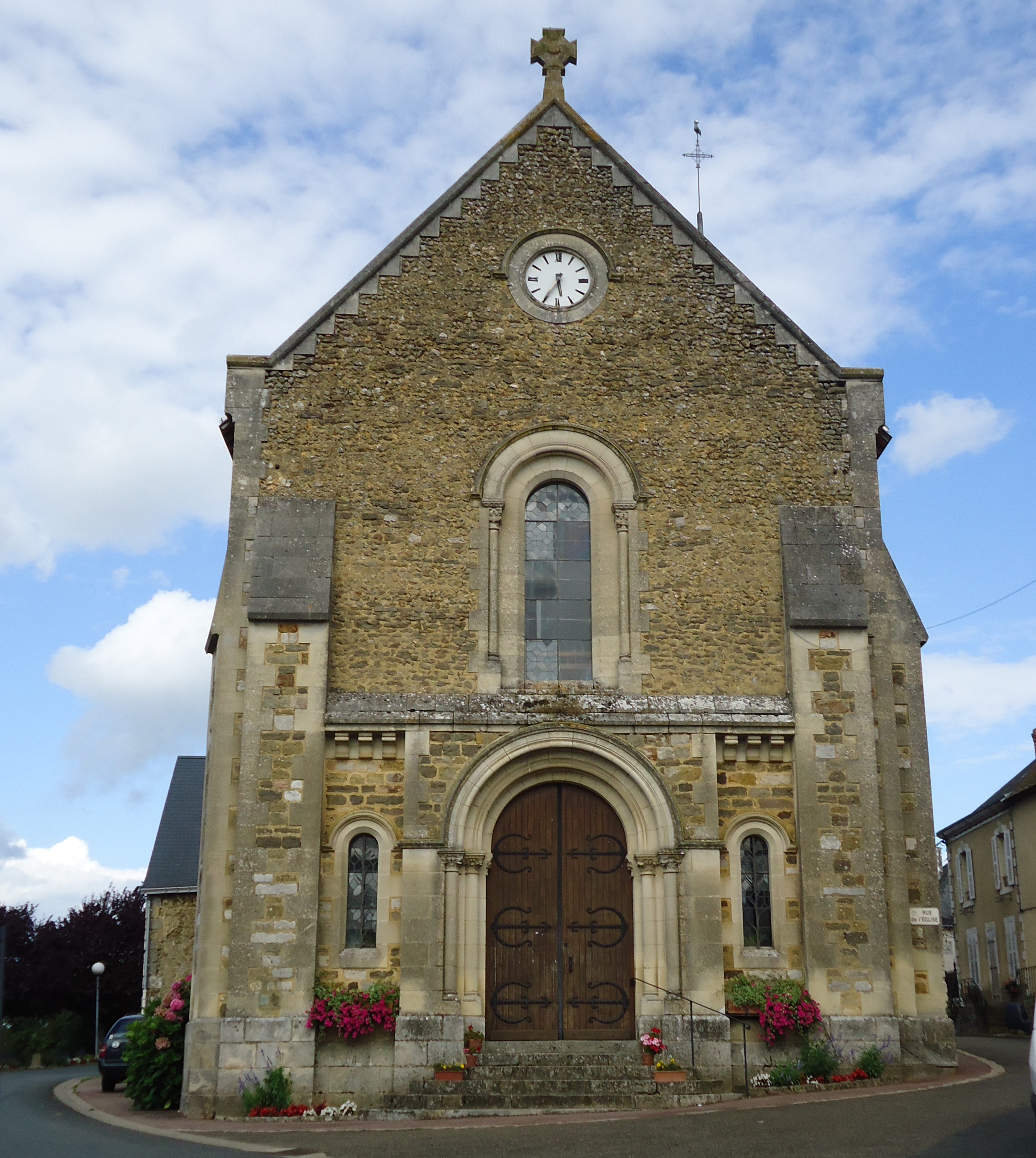
Le portail du XIe siècle.
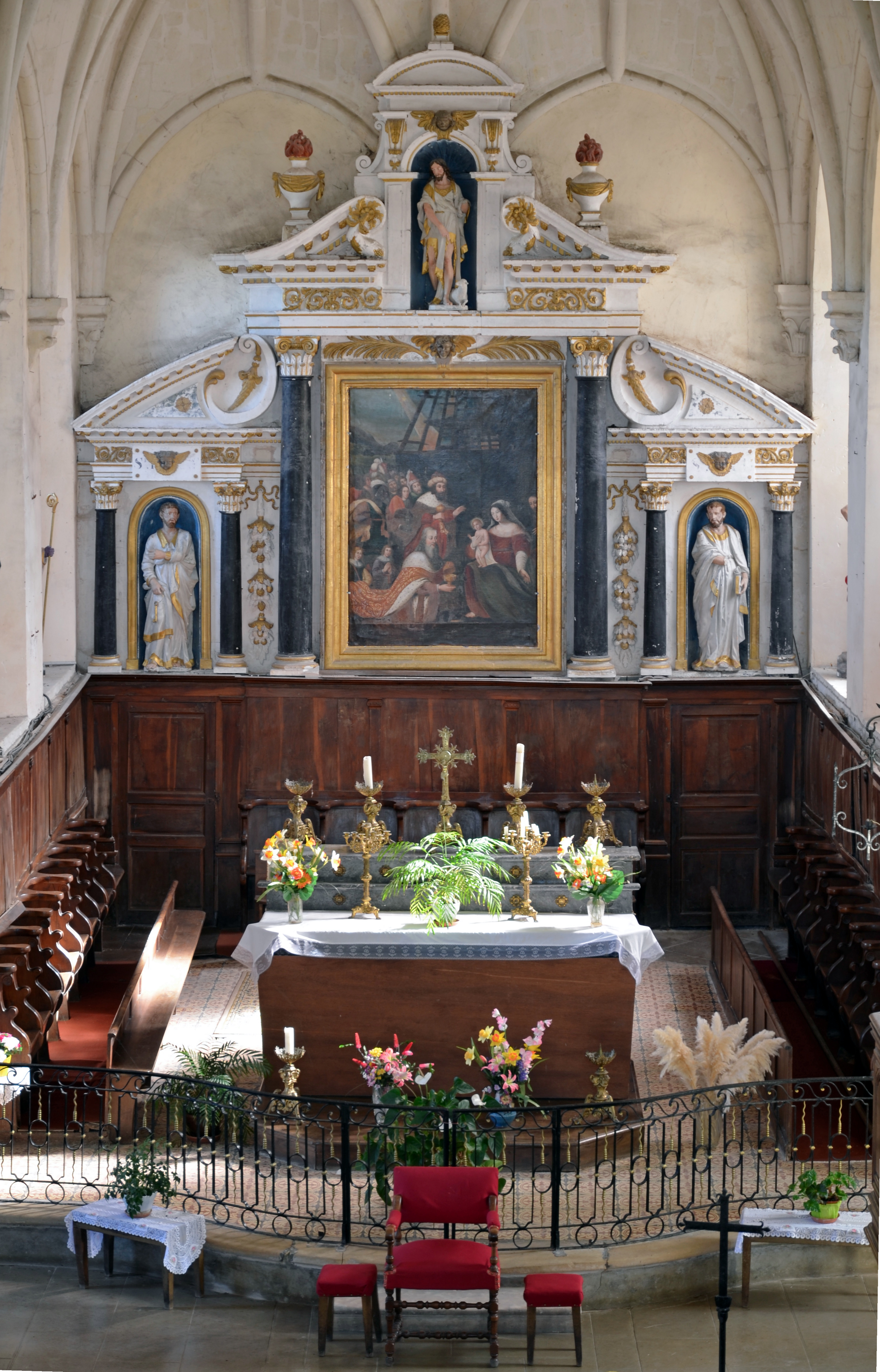
Le chœur et son retable.

## Mobilier
L'église abrite quelques œuvres remarquables, notamment :
- Une sculpture en terre cuite du XVIIe siècle, représentant saint Jean-Baptiste et réalisée par le sculpteur fléchois Nicolas Bouteiller[2].
- Une plaque funéraire en marbre de 1685, à la mémoire de Louis Aubéry, seigneur du Maurier, classée monument historique au titre d'objet en 1983[3].